# スラヴャノヴォ

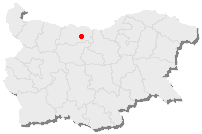
スラヴャノヴォの位置

スラヴャノヴォ（Slavyanovo (ブルガリア語: Славяново [sɫɐˈvʲanovo])）は、ブルガリアのプレヴェン州プレヴェン市にある町。
州都プレヴェンの北から北東に広がるドナウ平原に位置する。標高は114メートル。人口は4,422人（2009年12月）で、町長はアセン・バチェフである。
かつてはトゥルスキ・トラステニク（Turski Trastenik ブルガリア語: Турски Тръстеник）という地名で、18世紀には存在したことがわかっている。1974年に正式に町制施行された。町民の大多数は東方正教会の信者であるが、1930年代にはプロテスタントのコミュニティも存在した。民族構成はほとんどがブルガリア人で占められるが、クリミア・タタール人の末裔もおり、またロマも増加傾向にある。

## 姉妹都市
- カイザースラウテルン（ドイツ）[4]

## ギャラリー

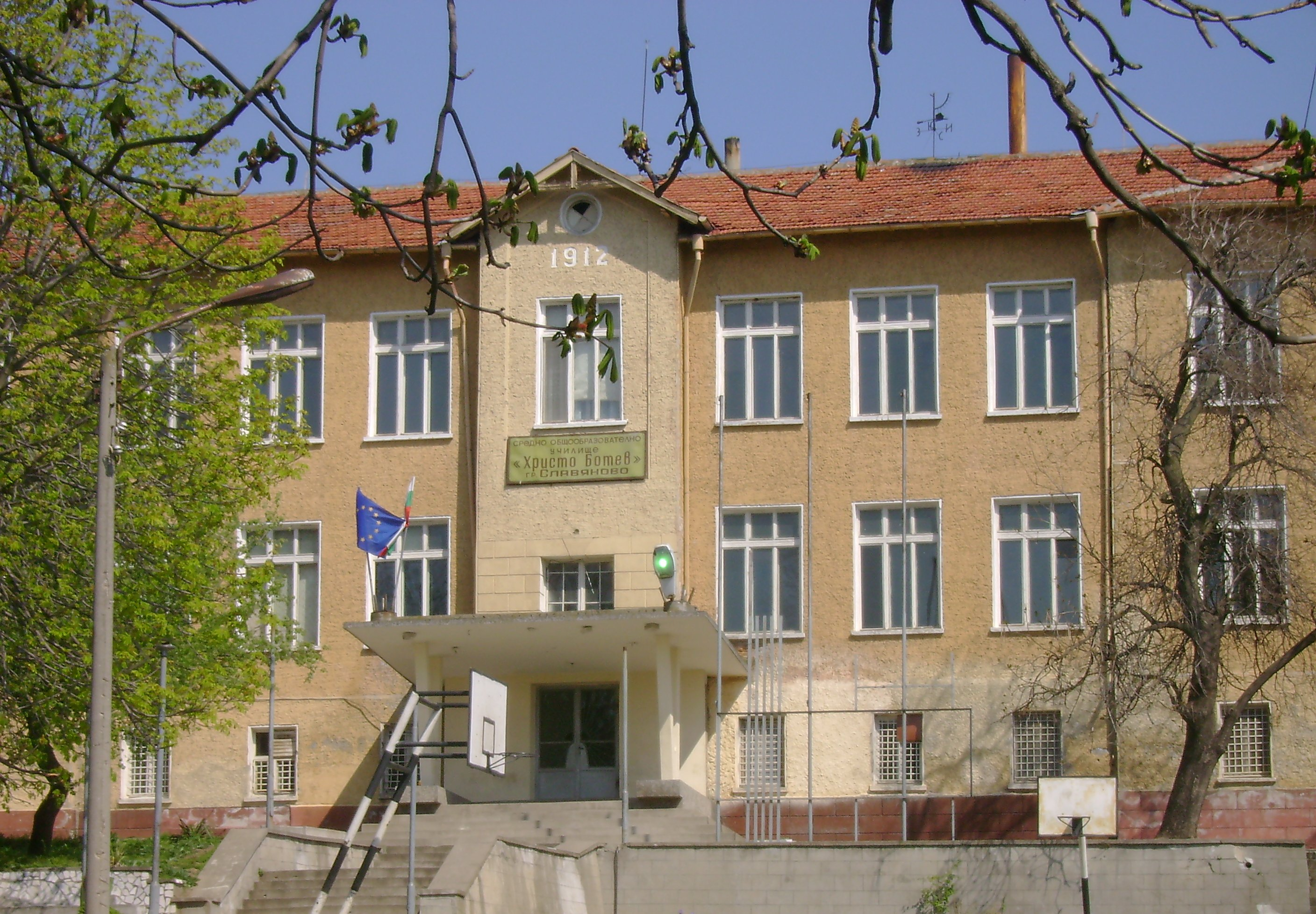
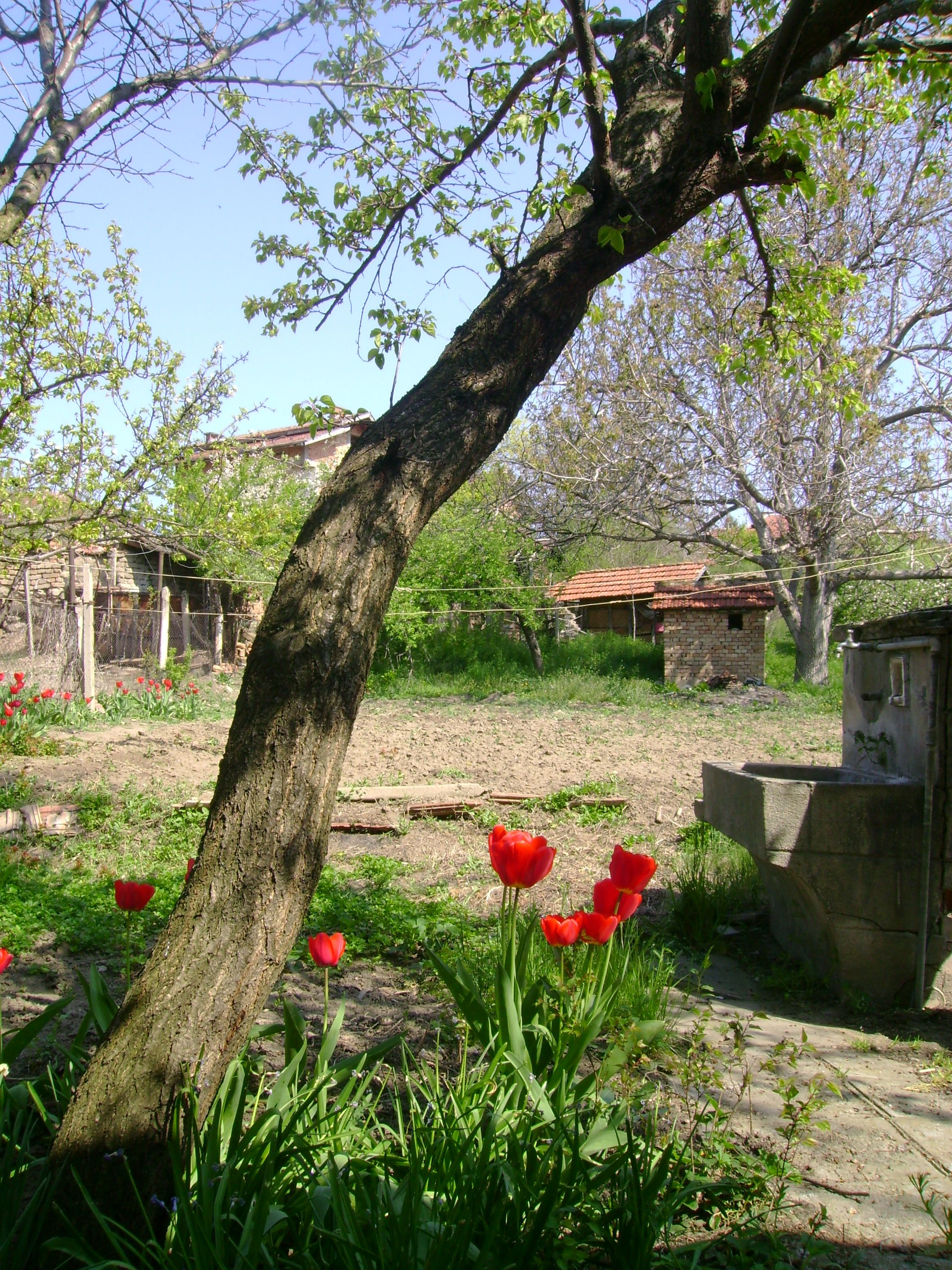
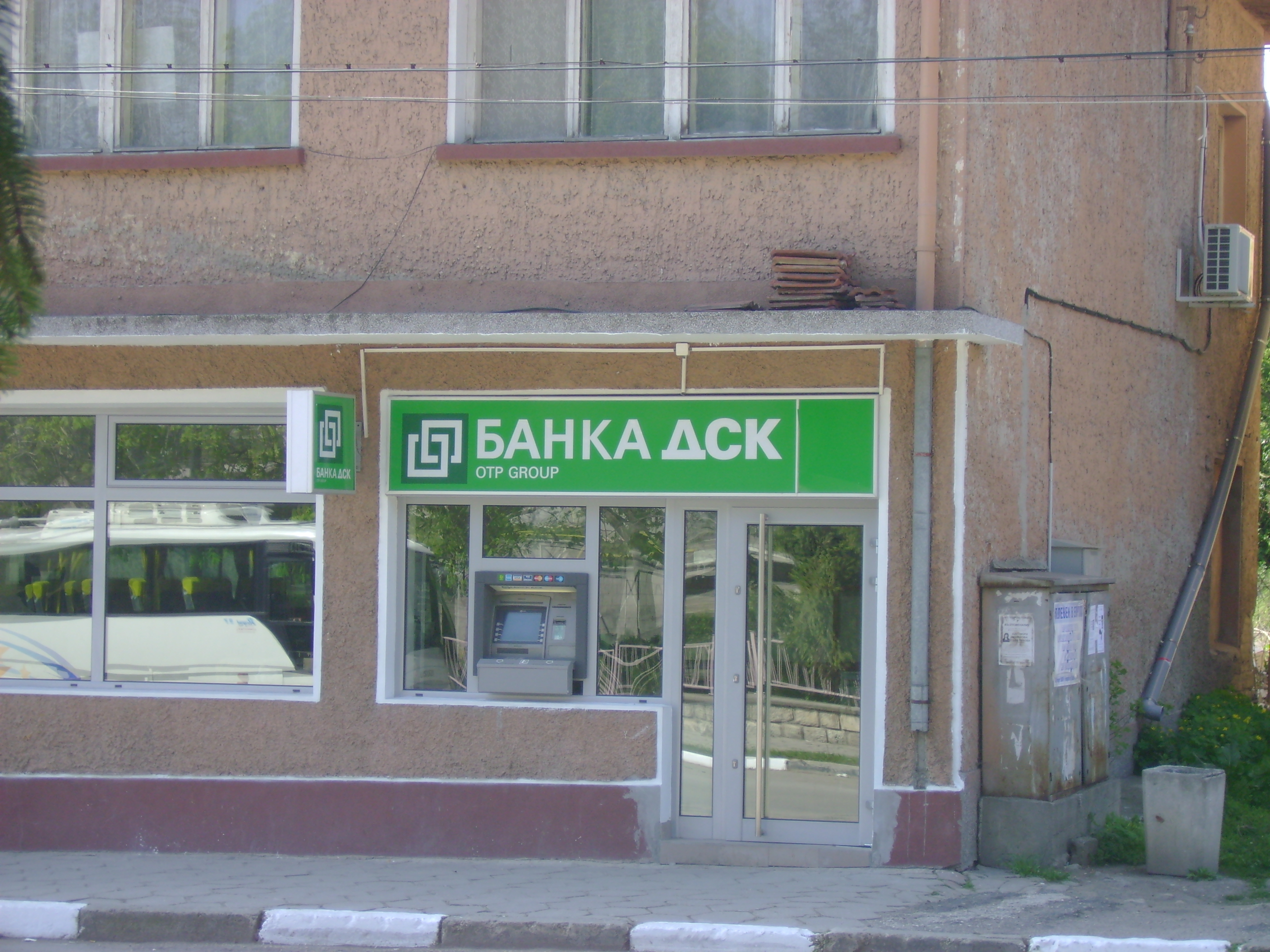
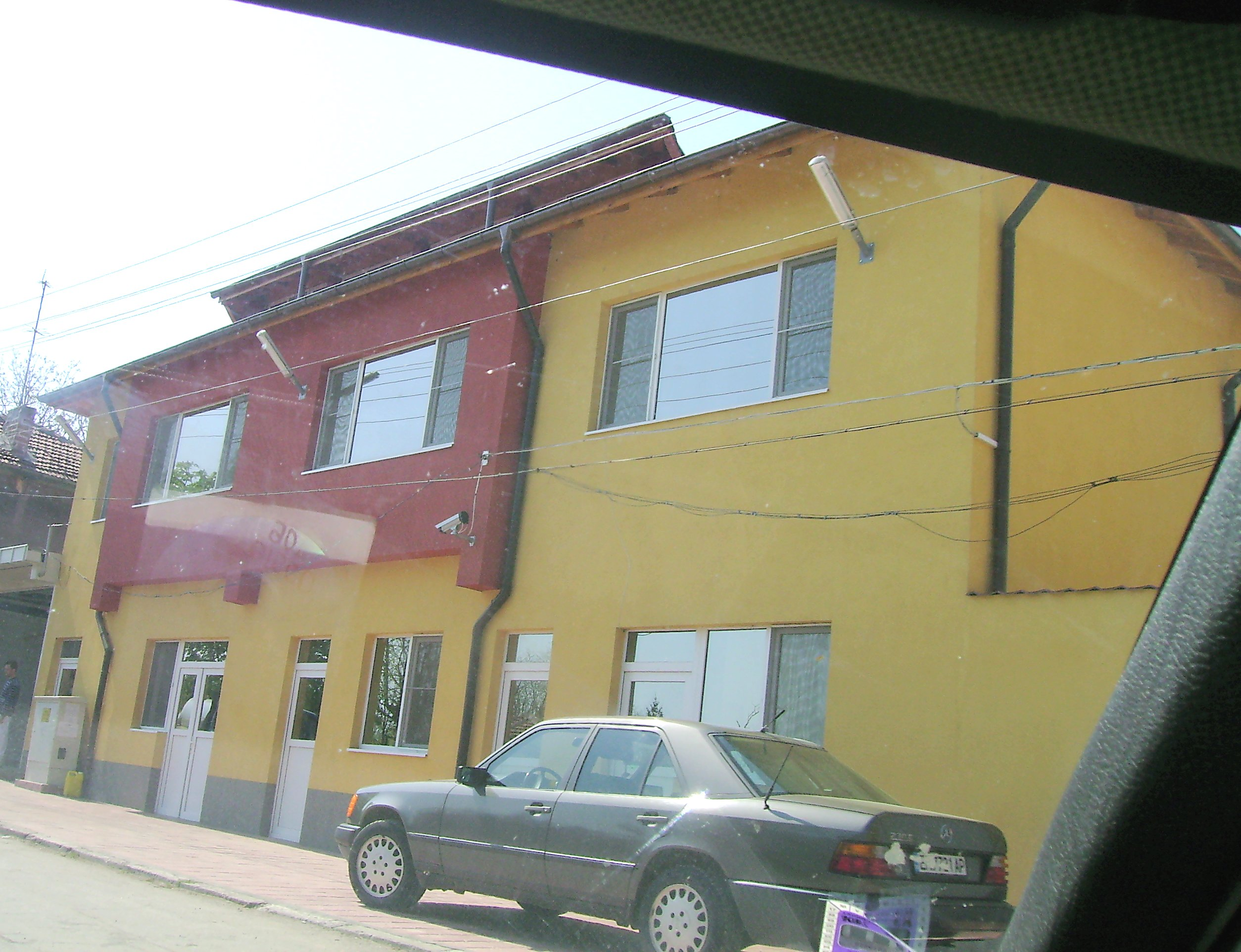